# Wilcox (Nebraska)
Pour les articles homonymes, voir Wilcox.
Wilcox est un village du comté de Kearney, dans l'État du Nebraska, aux États-Unis. En 2020, il comptait une population de 331 habitants.